# 大津通

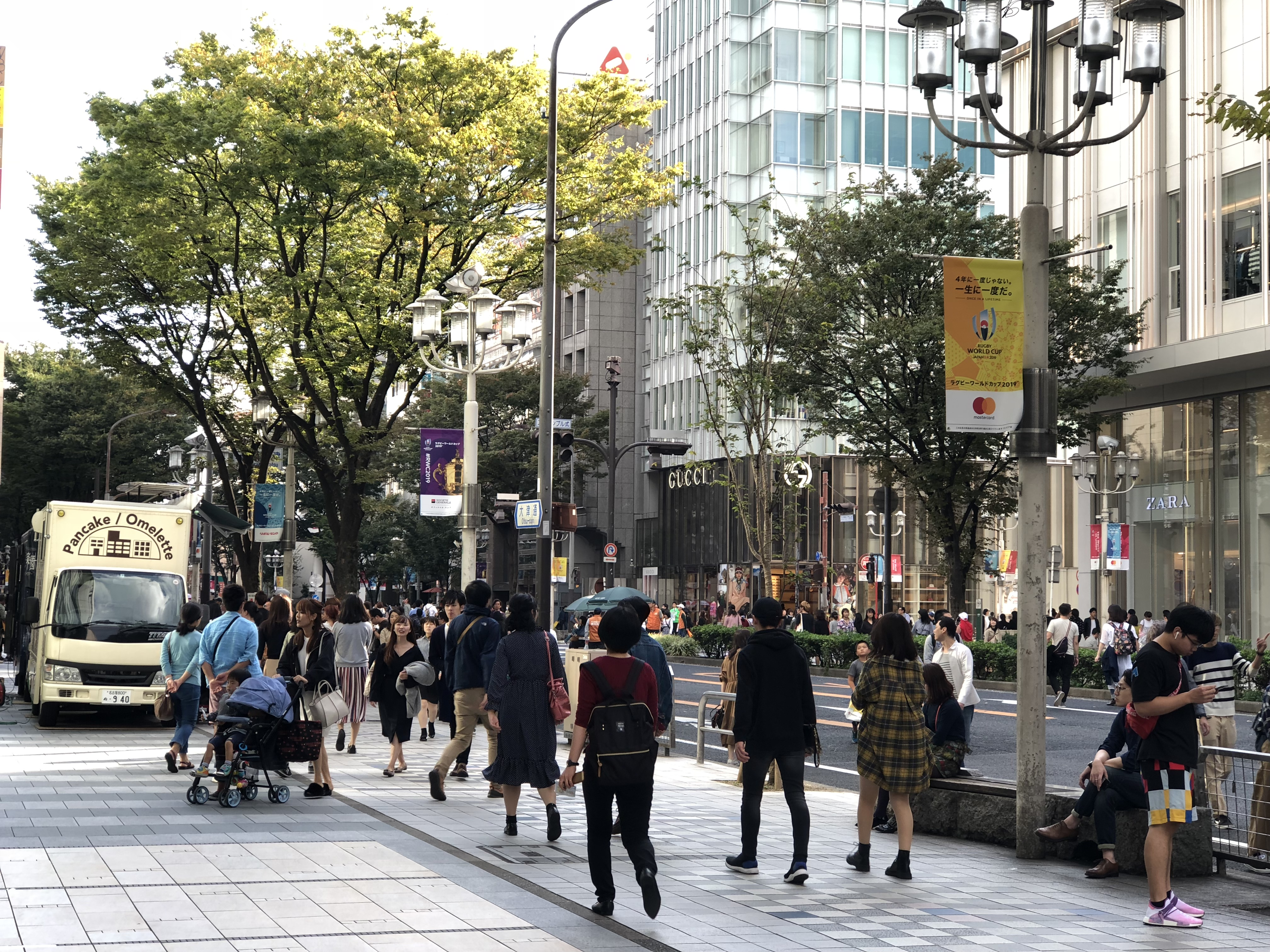
歩行者天国の休日の大津通。

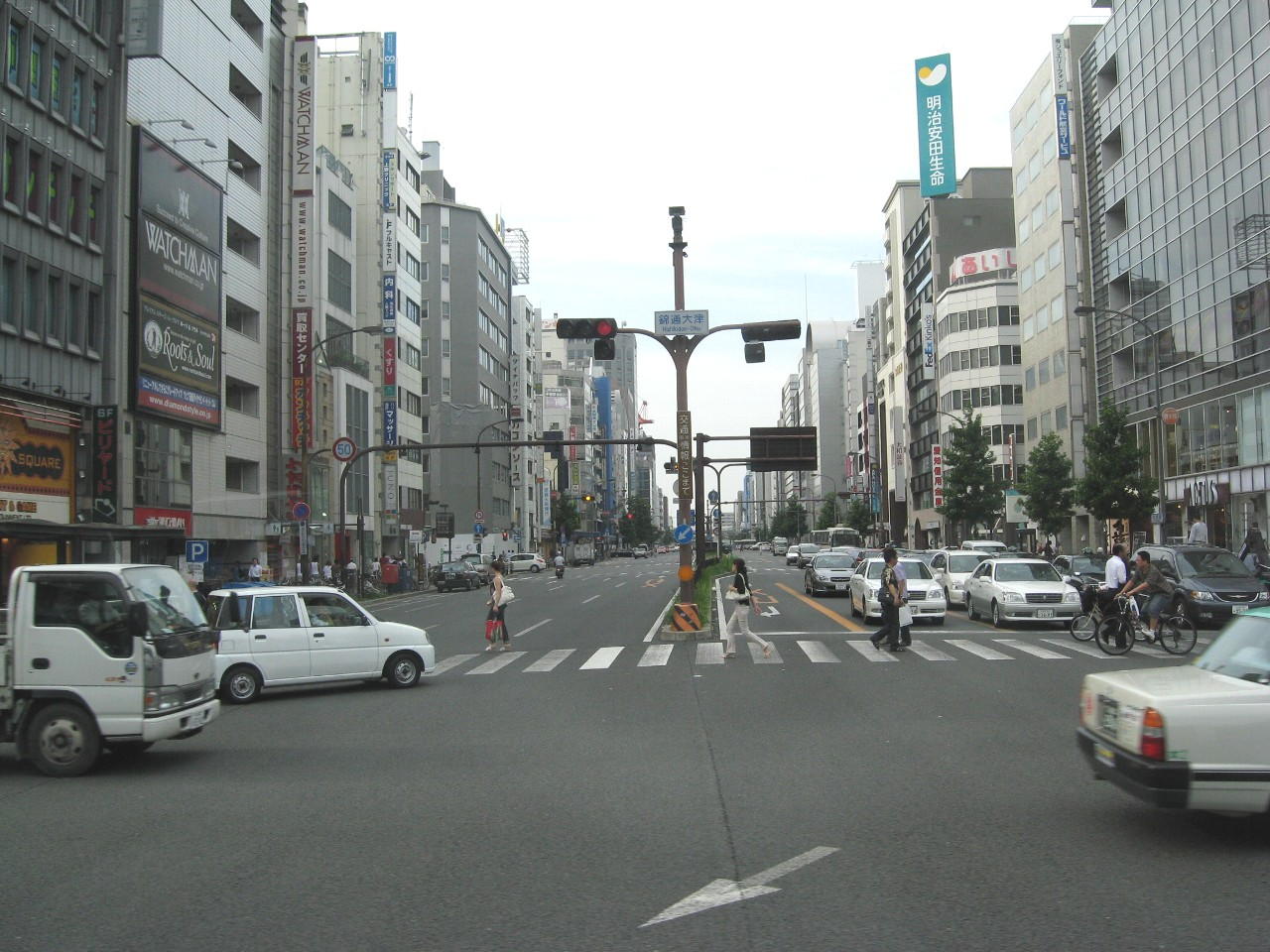
錦通大津交差点から名古屋城方面を望む。百貨店などのショッピングビルが多い栄交差点以南に比べて、この辺りはオフィスビルが多い。

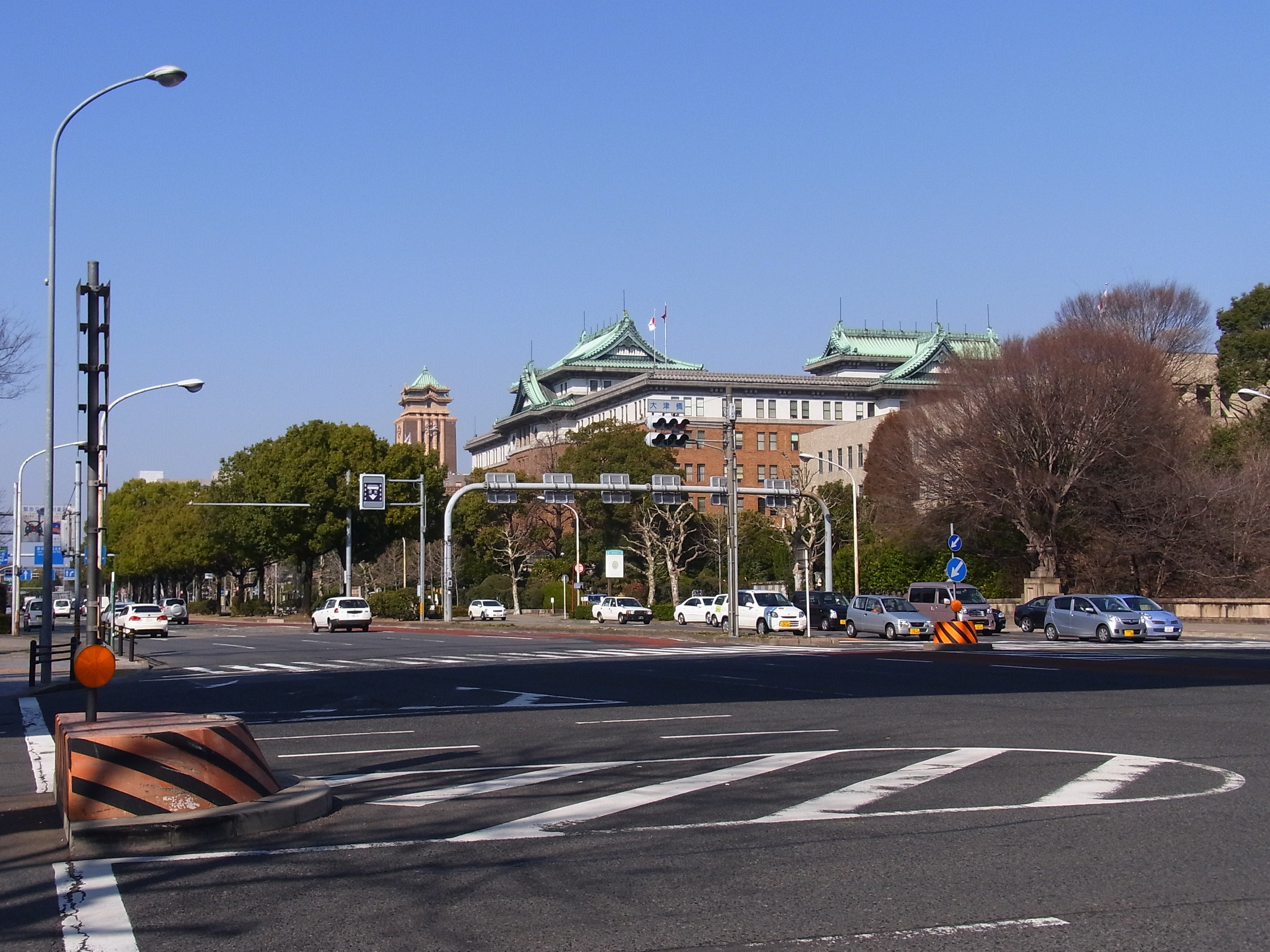
大津橋交差点より北を望む。

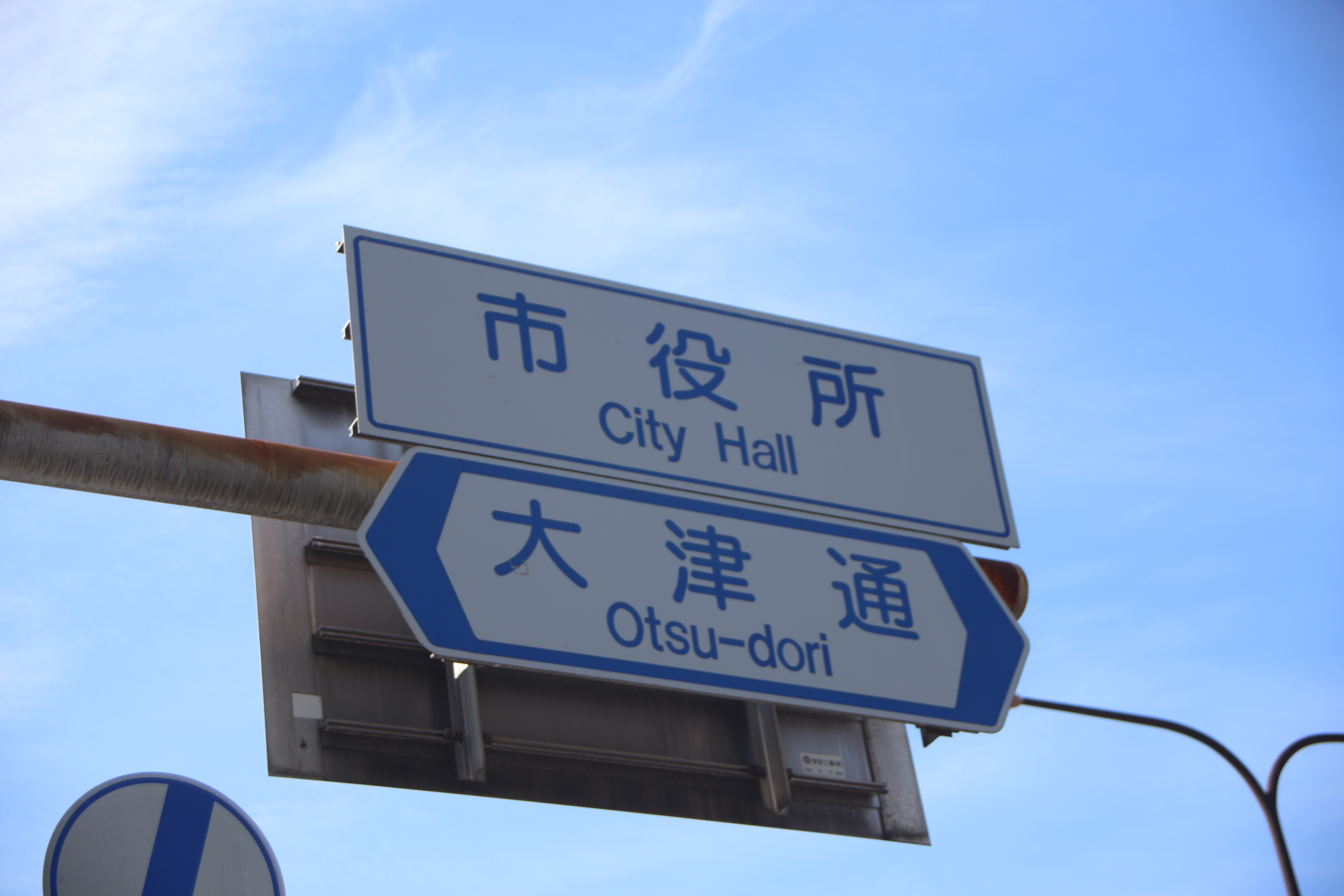
道路の通称名「大津通」の案内標識。

大津通（おおつどおり）は、愛知県名古屋市中心部を南北に貫く目抜き通り。熱田区内田橋から北区城見通までの約9kmを指す。もともと海（大津）につながる通りとしてこの名前が付き、名古屋市により公式な道路の愛称としても定められている。
中心部の名古屋市役所前から矢場町交差点までの区間で名古屋まつりの郷土英傑行列が通行することでも知られている。

## 概要
正式名は、起点内田橋交差点から伝馬町交差点までが愛知県道225号名古屋東港線、熱田駅前交差点までが愛知県道226号熱田停車場伝馬線、上前津交差点までが名古屋市道南大津町線、大津橋交差点までが名古屋市道大津通、城北橋南方までが名古屋市道大津橋城北新町線、城見通2丁目交差点までの残る区間が名古屋市道大津町線第1号および七夕駒止町第3号線である。1984年（昭和59年）に名古屋市が市内の道路の愛称を公募した際に、従来から用いられていた通称をそのまま道路の愛称として制定した。
東西を貫く広小路通と並び、名古屋の地理を説明する際によく使われる。なお、広小路通との交差点が栄交差点である。この栄交差点から矢場町交差点までの約700mの区間には、名古屋PARCO、松坂屋、ラシック、三越、スカイルなどの百貨店や大型商業施設、海外有名ブランドの直営店などが密集し、国内有数の高級専門店街を形成している。矢場町交差点から若宮大通を越えるといわゆる大須エリアに入る。
名古屋城・愛知県庁付近を除いて、この道路の直下には地下鉄は通っていない。これは地下鉄建設時に大津橋以南の大津通上を名古屋市電（大津町線・熱田線）が走っていたことに関係する。名古屋市営地下鉄名城線は近くに並行する久屋大通、前津通の下を通っている。ただし、現在でも大津通は全線に渡って市バス（栄11、栄21系統等）が走るバス路線となっている。

## 中央走行式基幹バスレーン
桜通大津交差点（国道19号（桜通）交点）から市役所交差点（愛知県道215号田籾名古屋線（出来町通）交点）までの区間は中央走行方式基幹バスレーンが設置され、車道の中央部（中央分離帯の両側面）が基幹バス専用車線となっており、特殊な構造をしている。この専用バスレーンは市役所交差点で東方向に折れ曲がり愛知県道215号（出来町通）に続いている。
中央走行式の専用バスレーンがあることで車線が入り乱れており運転手の誤認を招きやすく、初見では必ず迷うと言われている。その影響で通常では考えられないような交通事故が多数起きている。
名古屋市交通局は基幹バスレーンそのものは非常に合理的な仕組みとしており、道路標示に従い周囲をよく見てルールを守るよう要求している。

## 沿道の主な施設
大須以南
- 熱田神宮伝馬町駅
- 熱田神宮
- 神宮前駅
- 熱田駅
- 金山駅
- 名古屋市民会館
- 東別院駅
- 名古屋テレビ放送

大須・栄地区
- 上前津駅
- 大須商店街
- 大須301ビル
- 矢場町駅
- 名古屋PARCO
- 松坂屋名古屋店
- ラシック
- 名古屋三越本店
- スカイル
- サンシャイン栄
- 栄駅
- カゴメ本社
- KDX桜通ビル
  - ZIP-FM

名城地区
- 愛知県庁
- 名古屋市役所
- 名古屋城駅
- 愛知県体育館
- 名古屋城
- 名城公園
- 名城公園駅

## 交差する道路
| 交差する道路                                            | 交差する場所 | 交差する場所 | 交差する場所      |
| ------------------------------------------------------- | ------------ | ------------ | ----------------- |
| 愛知県道225号名古屋東港線 竜宮町方面                    |              |              |                   |
| 国道247号                                               | 熱田区       | 伝馬         | 内田橋北交差点    |
| 国道1号                                                 | 熱田区       | 伝馬         | 伝馬町交差点      |
| 愛知県道224号熱田停車場線 愛知県道226号熱田停車場伝馬線 | 熱田区       | 森後町       | 熱田駅前交差点    |
| 愛知県道29号弥富名古屋線（八熊通）                      | 熱田区       | 沢上         | 沢上交差点        |
| 名古屋市道山王線（山王通）                              | 中区         | 平和         | 東別院交差点      |
| 大須通                                                  | 中区         | 上前津       | 上前津交差点      |
| 若宮大通                                                | 中区         | 大須         | 矢場町交差点      |
| 愛知県道60号名古屋長久手線（広小路通）                  | 中区         | 栄           | 栄交差点          |
| 錦通                                                    | 中区         | 錦（三丁目） | 錦通大津交差点    |
| 国道19号（桜通）                                        | 中区         | 錦（三丁目） | 桜通大津交差点    |
| 外堀通                                                  | 中区         | 丸の内       | 大津橋交差点      |
| 愛知県道215号田籾名古屋線（出来町通）                   | 中区         | 三の丸       | 市役所交差点      |
| 名古屋市道名古屋環状線（環状線）                        | 北区         | 城見通       | 城見通2丁目交差点 |